# Острів фантазій (телесеріал)
«Острів Фантазій» (англ. Fantasy Island) — фантастичний серіал 1998 року з Малкольмом Макдавеллом у головній ролі.
Серіал є водночас продовженням та ремейком однойменного популярного серіалу 70х «Острів Фантазій / Fantasy Island» (англ.)

## Сюжет
На загадковому Тропічному острові, чоловік на ім'я містер Рорк за допомогою своїх асистентів виконує будь-які бажання і фантазії своїх гостей. Єдина умова: «ви нікому не повинні розповідати, про те що станеться із вами на острові».
Але чи готові гості до втілення своїх мрій? Чи зможуть контролювати свої бажання?

## Персонажі та актори
|  | Містер Рорк Малкольм Макдавелл / Malcolm McDowell |
|  | Аріель Медхен Емік / Madchen Amick                |
|  | Гаррі Едвард Гібберт / Edward Hibbert             |
|  | Кел Луіс Ломбарді / Louis Lombardi                |
|  | Кліа Сільвія Сідні / Sylvia Sidney                |
|  | Фішер Фівуш Фінкель / Fyvush Finkel               |

## Список серій
| №  | українська назва серії | оригінальна назва серії |
| -- | ---------------------- | ----------------------- |
| 1  | Пілот                  | Pilot                   |
| 2  | Супердрузі             | Superfriends            |
| 3  | Ми не гідні…           | We're Not Worthy        |
| 4  | Бажання танцювати      | Dying to Dance          |
| 5  | Секрети особистості    | Secret Self             |
| 6  | Естроген               | Estrogen                |
| 7  | Мрії                   | Dreams                  |
| 8  | Майстри на всі руки    | Handymen                |
| 9  | Пов'язані бажанням     | Wishboned               |
| 10 | Відпустити             | Let Go                  |
| 11 | Невинний               | Innocent                |
| 12 |                        | The Real Thing          |
| 13 | Герої                  | Heroes                  |

## Адаптації серіалу
31 липня 2018 року було оголошено, що серіал буде адаптований у вигляді фільму. Sony Pictures займеться зйомкою фільму, Blumhouse Productions видасть фільм, а режисером та автором сценарію до фільму буде Джефф Уодлоу. Містера Рорка зіграв Майкл Пенья, у фільмі також були інші зіркі: Меггі К'ю, Люсі Гейл, Остін Стовелл та Майк Фогель (відомий за виконання ролі Дейла Барбари «Барбі» у серіалі «Під куполом»)
10 серпня 2021 року, вийшла ідейна спадщина у вигляді серіалу «Острів фантазій» від студії Fox, з Розелін Санчес у ролі Єлени Рорк, та Кіарой Барнс, у ролі помічниці Рубі Акуди. На даний момент очікується другий сезон у травні 2022 року.

## Цікаві факти
- Переклад серіалу українською виконано телеканалом КІНО.
- Остання роль Сільвії Сідні.